# Kellen Clemens
Kellen Clemens, född 7 juni 1983 i Burns i Oregon, är en amerikansk utövare av amerikansk fotboll. Clemens draftades 2006 av New York Jets i andra omgången.
Clemens hann spela för flera olika lag i NFL mellan 2006 och 2017.